# 645 Агрипина
645 Агрипина (645 Agrippina) је астероид. Приближан пречник астероида је 28,00 ,
а средња удаљеност астероида од Сунца износи 3,218 астрономских јединица (АЈ).
Инклинација (нагиб) орбите у односу на раван еклиптике је 7,044 степени, а орбитални период износи 2108,882 дана (5,773 година). Ексцентрицитет орбите астероида износи 0,148.
Апсолутна магнитуда астероида износи 9,94 а геометријски албедо 0,238.
Астероид је откривен 13. септембра 1907. године.